# GSC4260-170
GSC4260-170 — хімічно пекулярна зоря спектрального класу A2, що має видиму зоряну величину в смузі V приблизно  9,2.

## Пекулярний хімічний склад
Зоряна атмосфера GSC4260-170 має підвищений вміст 
Cr
.